# Manuel Rosales

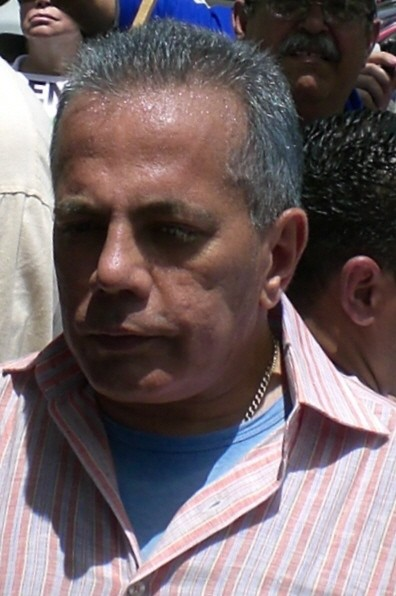
Manuel Rosales im Jahr 2008

Manuel Antonio Rosales Guerrero (* 12. Dezember 1952 in Santa Bárbara del Zulia) ist ein venezolanischer Politiker. Er war Gouverneur des westlichen Bundesstaates Zulia, Vorsitzender der Partei Un Nuevo Tiempo und 2006 Oppositionsführer seines Landes.

## Leben
Manuel Rosales war zunächst als Volksschullehrer tätig. In den Jahren 1996 bis 2000 war er Bürgermeister der Hauptstadt Zulias, Maracaibo, und wurde später Gouverneur. Im November 2008 wurde er erneut zum Bürgermeister Maracaibos gewählt. 2002 beteiligte er sich am Putsch von Pedro Carmona gegen den Staatspräsidenten Hugo Chávez.
Die Opposition des Landes einigte sich im August 2006 auf Rosales als Einheitskandidaten der Opposition. Er trat am 3. Dezember 2006 gegen Hugo Chávez bei den Präsidentschaftswahlen an und unterlag diesem deutlich. Von Menschen, die Chávez unterstützten, sagte er öffentlich im Fernsehen, zu 33 % seien sie Parasiten, die von der Regierung lebten. Später bestritt er die Äußerung.
Im März 2009 wurde er wegen „illegaler Bereicherung“ angeklagt. Der ehemalige Planungsminister der Regierung Caldera und Leiter des zentralen Planungsbüros Cordiplan, Teodoro Petkoff, warf Chávez vor, die Opposition mit Hilfe der Justiz schwächen zu wollen. Rosales sprach von einer politischen Intrige gegen seine Person. Am 30. März tauchte Rosales unter und wenige Tage später in Peru wieder auf, wo er politisches Asyl erhielt.
Im September 2009 wurde ein Verhörprotokoll der kolumbianischen Staatsanwaltschaft öffentlich, in dem ein kolumbianischer Auftragsmörder Manuel Rosales mit Plänen zur Ermordung von Hugo Chávez in Verbindung brachte. Rosales habe während eines geheimen Treffens im Jahr 1999 mit kolumbianischen Paramilitärs 25 Millionen Dollar für die Ermordung von Hugo Chávez geboten.